# إدوارد زيمان
إدوارد زيمان هو تربوي وسياسي تشيكي، ولد في 11 أبريل 1948 في موست في التشيك، وتوفي في 25 يونيو 2017. نشط حزبياً في الحزب الاجتماعي الديمقراطي (تشيكيا) والحزب الشيوعي التشيكوسلوفاكي.

## مناصب
- في 2002 Czech parliamentary election [الإنجليزية]‏، انتخب عضو برلمان التشيك ‏ خلال فترته النيابية ‏ (15 يونيو 2002 – 15 يونيو 2006).
- في 1998 Czech parliamentary election [الإنجليزية]‏، انتخب عضو برلمان التشيك ‏ خلال فترته النيابية ‏ (20 يونيو 1998 – 20 يونيو 2002).
- في 1996 Czech parliamentary election [الإنجليزية]‏، انتخب عضو برلمان التشيك ‏ خلال فترته النيابية ‏ (1 يونيو 1996 – 19 يونيو 1998).
- في 1992 Czech National Council election [الإنجليزية]‏، انتخب عضو برلمان التشيك ‏ خلال فترته النيابية ‏ (6 يونيو 1992 – 6 يونيو 1996).